# Astley Levin
Adolf Astley Levin, född den 24 februari 1852 i Bo socken, Örebro län, död den 3 februari 1931, var en svensk läkare. Han var son till Pehr Levin.
Levin blev medicine licentiat 1885, avlade gymnastiklärarexamen 1886 och var 1889-1912 lärare, 1912-20 tillförordnad överlärare och professor i medicinsk gymnastik vid Gymnastiska centralinstitutet. Åren 1879-80 var han verksam som biträdande läkare och 1889-99 som intendent vid Bie vattenkuranstalt. Levin var 1890-1912 bataljonsläkare i fältläkarkårens reserv och 1910-30 censor vid Sydvästsvenska gymnastikinstitutet.